# McVitie's
McVitie's è un'azienda multinazionale attiva nel settore alimentare, con sede a Edimburgo, in Regno Unito. Produce una grande varietà di biscotti confezionati, in particolare quelli di tipo "digestive".

## Storia
L'azienda fu fondata nel 1830 a Edimburgo, in Scozia, da Robert McVitie. La società è attiva da sempre sul settore alimentare, e più precisamente basata nella produzione di biscotti, che vengono fabbricati tuttora nel Regno Unito, e venduti in tutt'Europa.